# Terraformazione di Marte

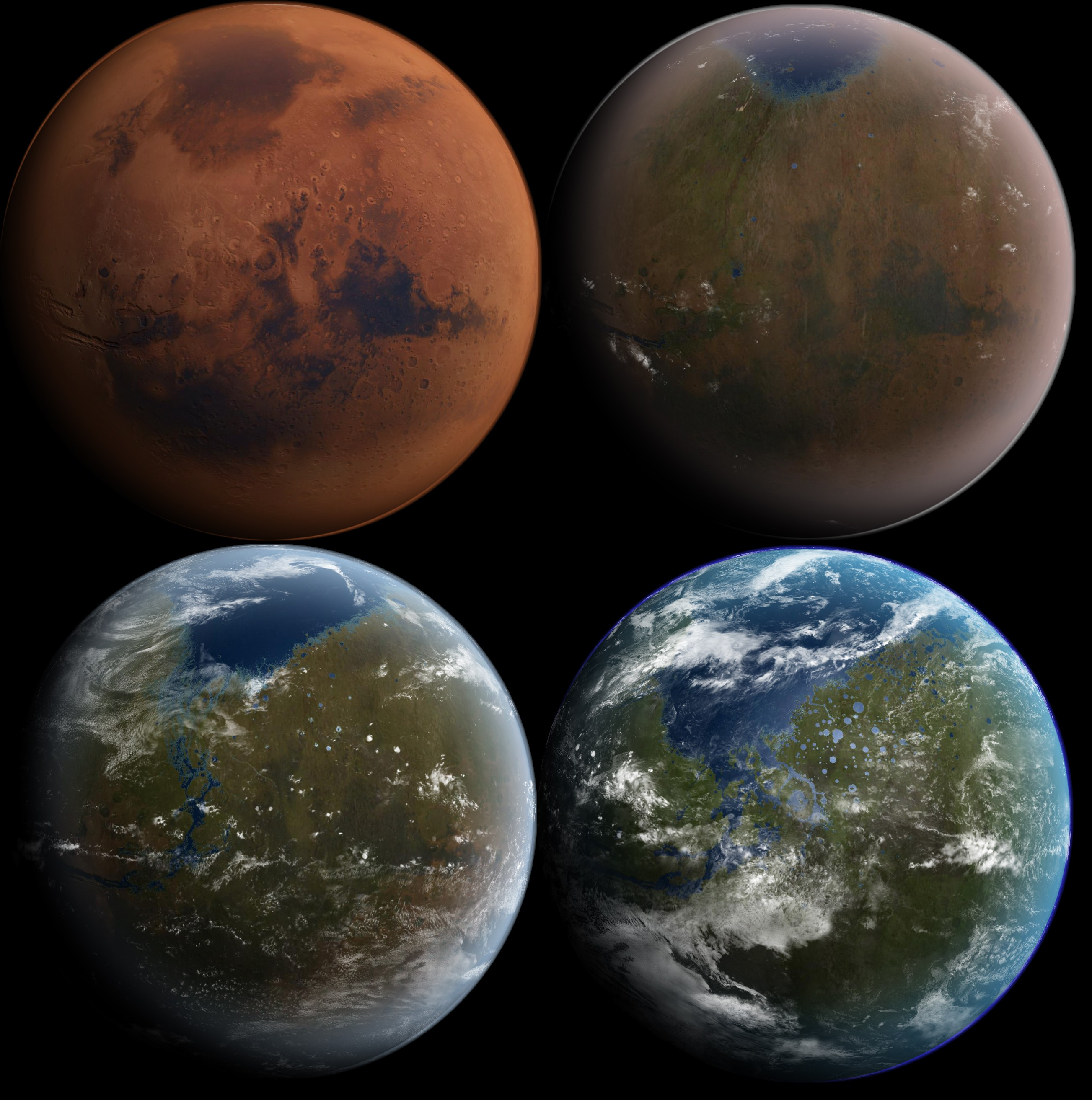
Rappresentazione artistica di un ipotetico processo di terraformazione di Marte

La terraformazione di Marte è un ipotetico processo attraverso il quale il clima, la superficie e le caratteristiche conosciute del pianeta rosso verrebbero modificate con lo scopo di rendere il pianeta abitabile da esseri umani e altre forme di vita terrestri, fornendo in questo modo la possibilità di una sicura e sostenibile colonizzazione di vaste aree del pianeta.
Sulla base dell'esperienza del pianeta Terra, l'ambiente di un pianeta può essere mutato, anche se il processo di creazione di una biosfera al livello planetario è ancora da determinare.
Molti dei metodi descritti in seguito possono rientrare nell'ambito delle capacità tecnologiche attuali, tuttavia al momento le risorse necessarie per l'esecuzione di questi metodi sono ben al di là di quanto qualsiasi governo o azienda sarebbero in grado di stanziare a tale scopo.

## Motivi di una terraformazione
In un futuro non molto lontano, l'aumento di popolazione e la crescente richiesta di risorse potrebbero creare la necessità di colonizzare nuovi habitat come per esempio la superficie degli oceani terrestri, il fondo dei mari, lo spazio intorno alla Terra o la Luna e gli altri pianeti del sistema solare, magari come sedi di miniere per l'estrazione di metallo.
Avanzando con il pensiero nel remoto futuro, nell'ordine di centinaia di milioni di anni, alcuni scienziati ritengono che il Sole diventerà troppo caldo per mantenere la vita sul nostro pianeta, ancor prima che la nostra stella attraversi lo stadio di Gigante Rossa dal momento che tutte le stelle della Sequenza Principale emettono gradualmente sempre più energia nel corso della loro esistenza.
Quando questo succederà sarà imperativo per gli esseri umani migrare verso aree più lontane dal Sole per avere una possibilità di sopravvivere. Attraverso la terraformazione di Marte, che nel frattempo si troverebbe nella fascia di pianeti abitabili, si potrebbe consentire alla specie umana di guadagnare qualche altro milione di anni, in modo da avere il tempo di sviluppare una nuova tecnologia per il viaggio spaziale e colonizzare il bordo più esterno del sistema solare quando anche Marte sarà diventato inospitale per via delle mutazioni del Sole.

## Problemi e limitazioni

### Gravità bassa
La gravità di superficie marziana è il 38% di quella terrestre. Non si conoscono ancora con precisione sufficiente gli effetti degenerativi di tale gravità ridotta sulla salute; tuttavia sono stati osservati alcuni effetti in particolare riguardo la perdita di massa muscolare, la riduzione della densità delle ossa e un aumento del rischio di trombosi.

### Pressione bassa
La pressione atmosferica su Marte è l'1% della pressione terrestre al livello di mare. Questa pressione bassa rende impossibile respirare senza adeguate attrezzature; senza inoltre una tuta pressurizzata, un essere umano morirebbe in pochi secondi per insufficiente pressione esterna, che provocherebbe un'espansione istantanea e letale di tessuti, gas e liquidi presenti nel corpo. Per avere una pressione equivalente a quella terrestre, Marte dovrebbe avere un'atmosfera 2,6 volte quella terrestre.

### Radiazioni spaziali
Marte non ha un campo magnetico abbastanza intenso da deviare le particelle atomiche e subatomiche provenienti dal Sole, nonché i raggi cosmici provenienti dallo spazio esterno, con possibili effetti, ancora non completamente investigati, riguardo allo sviluppo di tumori, di problemi al cervello, al cuore, al sistema nervoso, all'apparato digerente e alla vista, in assenza di adeguate schermature.

## Metodi ipotetici
Un esempio di progetto per la terraformazione di Marte prevede di liberare grandi quantità di gas serra nell'atmosfera del pianeta, innalzandone la temperatura. Questo causerebbe l'evaporazione di anidride carbonica dalle calotte polari, aumentando ulteriormente l'effetto serra e facendo sciogliere eventuale ghiaccio presente nel sottosuolo marziano. Ciò porterebbe Marte ad avere acqua liquida, un clima più simile a quello terrestre e un'atmosfera a base di anidride carbonica più densa. Infine si importerebbero sul pianeta delle piante che arricchiscano di ossigeno l'atmosfera tramite la fotosintesi. È stato calcolato che l'intero processo durerebbe più di centomila anni. Sono stati ideati processi più rapidi, ma dalla durata sempre misurabile in secoli.
Per riscaldare le calotte polari di Marte liberando anidride carbonica sono stati proposti anche altri metodi, come coprirle con sostanze scure, tipo polvere di carbone, che assorbano meglio la luce solare o riflettere il sole sui ghiacciai marziani da giganteschi specchi posti in orbita come statiti attorno al pianeta.
Uno studio della Planetary Science Division della NASA del 2017 ha ipotizzato che si potrebbe realizzare una magnetosfera artificiale su Marte ponendo uno scudo magnetico dipolare nel punto di Lagrange L1 del pianeta. Questa operazione probabilmente renderebbe abitabile il pianeta.

## Retroterra scientifico
Sembrano esserci ragionevoli indicazioni che Marte avesse un'atmosfera spessa come quella terrestre durante il primo stadio del suo sviluppo, e che la pressione fosse in grado di supportare la presenza di acqua liquida sulla sua superficie. Attualmente l'acqua liquida non è più presente, ma è possibile trovare del ghiaccio al di sotto della superficie del pianeta dalle medie latitudini fino ai Poli, dove l'acqua è miscelata con ghiaccio secco (CO2 solido). 
Significative quantità di ghiaccio d'acqua sembrano essere presenti al Polo Sud di Marte; si stima che se questo ghiaccio venisse fuso, potrebbe ricoprire il pianeta con un oceano profondo da 5 a 11 metri.
Il suolo e l'atmosfera marziana contengono molti degli elementi fondamentali per la vita come zolfo, azoto, idrogeno, ossigeno, fosforo e carbonio.
Quando sublima nell'atmosfera durante le estati marziane, l'anidride carbonica lascia una piccola quantità di acqua residua che si sposta rapidamente dai poli con una velocità di circa 400 km/h. Questi eventi stagionali fanno sì che vengano trasportate grandi quantità di polvere e vapore acqueo come quelle che hanno permesso la formazione sulla Terra di cirri.
Sul pianeta sono presenti anche tracce di ossigeno perlopiù sotto forma di ossidi, principalmente di metalli.

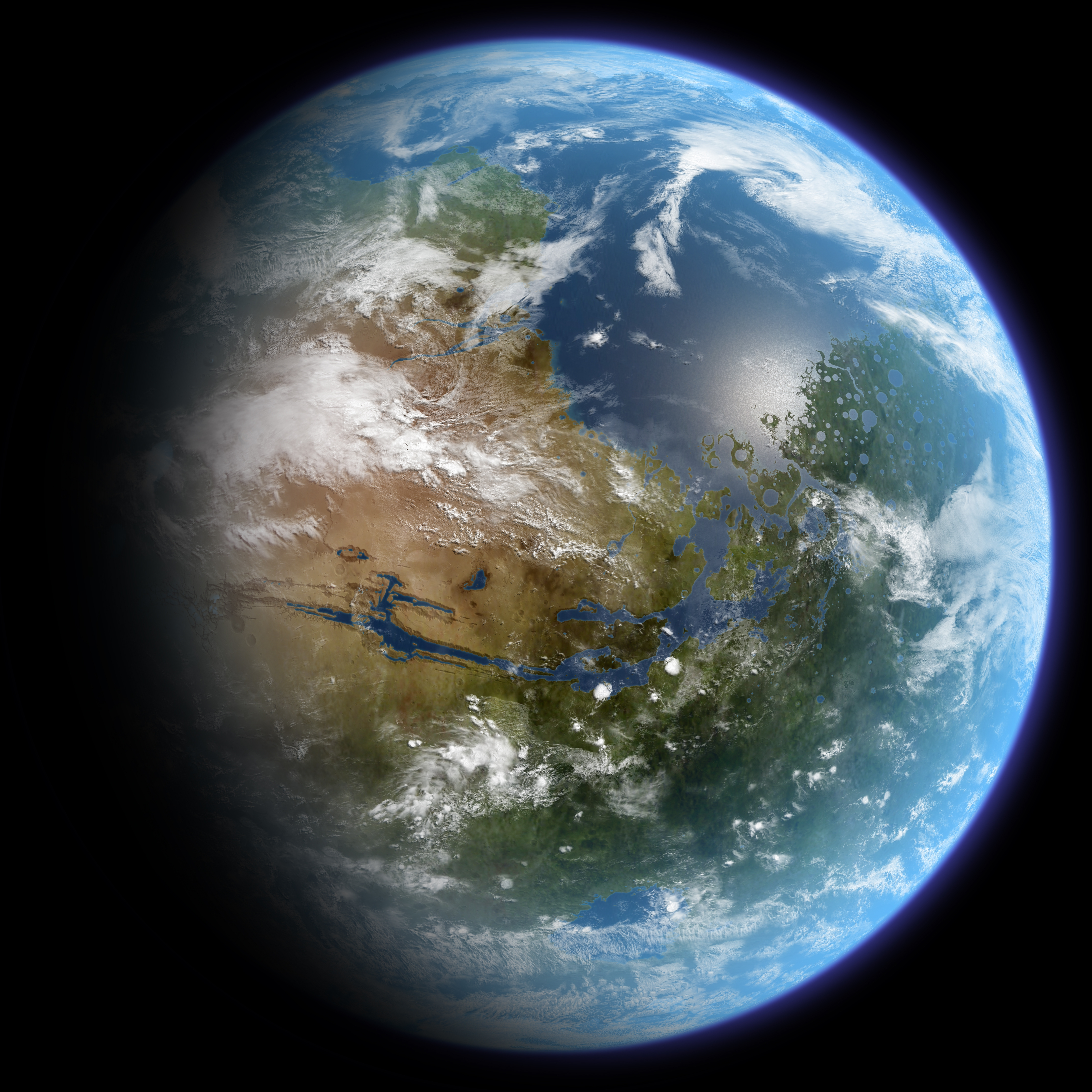
Rappresentazione artistica di Marte terraformato. Questo ritratto di come potrebbe diventare il pianeta è centrato approssimativamente sul meridiano principale e 30 gradi di latitudine Nord, e un oceano ipotetico con un livello del mare di circa 2 km sul livello medio del fondo oceanico. L'oceano sommerge quelle che attualmente sono Vastitas Borealis, Acidalia Planitia, Chryse Planitia e Xanthe Terra; le masse terrestri visibili sono Tempe Terra sulla sinistra, Aonia Terra in basso, Terra Meridiani a destra e Arabia Terra in alto a destra. I fiumi che alimentano l'oceano in basso a destra occupano quelli che attualmente sono Valles Marineris e Ares Vallis, mentre l'esteso lago in basso a destra occupa l'attuale Aram Chaos.

## Nella cultura di massa
Nel corso del Novecento l'accrescersi delle conoscenze scientifiche su Marte ha comportato il progressivo abbandono delle precedenti aspettative sull'esistenza di vita marziana intelligente. Inoltre l'atterraggio di varie sonde interplanetarie sul pianeta rosso a partire dal 1965 non confermò neanche l'esistenza di vita primitiva. Questo provocò una diminuzione, ma non la scomparsa totale, delle storie di fantascienza ambientate sul pianeta Marte abitato, portando gli scrittori a considerare il pianeta soprattutto come base di future colonie terrestri.
Una delle prime storie incentrata sull'esplorazione di un Marte in terraformazione è il romanzo breve Maledetti marziani (The Martian Way, 1952) di Isaac Asimov.
La Trilogia di Marte (Red Mars, Green Mars, Blue Mars, 1992-1996) scritta da Kim Stanley Robinson si concentra sul processo di terraformazione del pianeta, che dal suo stato iniziale ("Marte rosso") viene reso abitabile coltivandovi sopra della piante ("Marte verde") finché non diventa un pianeta simile alla Terra ("Marte blu").
Un tema ricorrente è divenuto la lotta per l'indipendenza delle colonie terrestri esistenti su un Marte terraformato o in corso di terraformazione. Questo è l'elemento caratterizzante della trama di opere di Greg Bear e Kim Stanley Robinson, del film Atto di forza basato su una storia di Philip K. Dick e della serie televisiva The Expanse e Babylon 5, come di diversi videogiochi tra quelli ambientati nel Pianeta Rosso.
L'ambientazione della terraformazione di marte è stata ripresa anche in diversi giochi da tavolo tra cui Terraforming Mars di Jacob Fryxelius e On Mars di Vital Lacerda.